# Castel di Leva

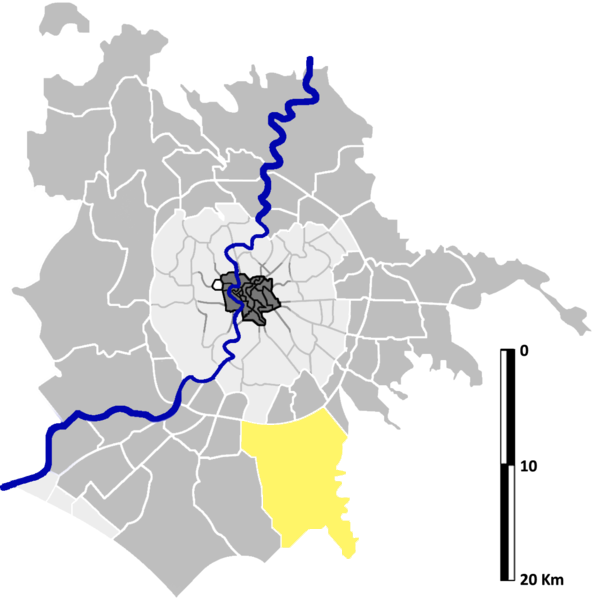
Lage von Castel di Leva in Rom

Castel di Leva bezeichnet die 23. Zone, abgekürzt als Z.XXIII, der italienischen Hauptstadt Rom. Im Gegensatz zu den Rioni, Quartieri und Suburbi sind es die ländlicheren Gebiete von Rom. Sie gehört zum Municipio VIII sowie IX und zählt 25.080 Einwohner (2016). Sie befindet sich im Südosten der Stadt außerhalb der römischen Ringautobahn A90 und ist mit einer Fläche von 81,6507 km² die zweitgrößte Zona von Rom. 
Die Zona grenzt an die Gemeinden Marino, Castel Gandolfo, Albano Laziale, Ardea und Pomezia.

## Geschichte
Im 13. Jahrhundert gehörte das Gebiet zur Abtei Sankt Paul vor den Mauern und hieß Castrum Leonis. Im 15. Jahrhundert ging die Bedeutung verloren und hieß Casalis Castel de Leo.
Castel di Leva wurde am 13. September 1961 durch Beschluss des Commissario Straordinario gegründet. Damals wurde der Ager Romanus in 59 Zonen geteilt, denen eine römische Zahl zugeteilt und ein Z vorgestellt wurde. Davon wurden sechs an die neugegründete Gemeinde Fiumicino komplett ausgegliedert und drei weitere teilweise.